# Huevo enrejado de rosas
El huevo enrejado de rosas es un huevo Fabergé imperial esmaltado con joyas fabricado en San Petersburgo, Rusia, bajo la supervisión del joyero Peter Carl Fabergé en 1907. Se encuentra en el Museo de Arte Walters de Baltimore, Maryland

## Diseño
Fue creado por el maestro de obras de Faberge, Henrik Wigström y está elaborado con esmalte dorado, verde y rosa en varios tonos, diamantes de retrato, diamantes de talla rosa y forro de satén. Está esmaltado en verde pálido translúcido y enrejado con diamantes de talla rosa y decorado con rosas opacas de esmalte rosa claro y oscuro y hojas de color verde esmeralda. Un diamante de retrato está engastado en cada extremo de este huevo, el de la base cubre la fecha "1907". Desafortunadamente, el monograma desapareció.  Mide aproximadamente 7,7 cm de altura.

### Sorpresa
Contenía como sorpresa un collar de diamantes y un retrato en miniatura de marfil del zarevich enmarcado en diamantes que ahora se encuentra perdido. Ahora solo queda una impresión en el forro de satén.

## Propietarios
El zar Nicolás II lo encargó como regalo para su esposa, la zarina Alejandra Fiodorovna, en Pascua (22 de abril) de 1907. La factura del 21 de abril de 1907 indicaba que el huevo costaba 8.300 rublos. En 1920 estaba en posesión de Alexandre Polovtsov, ex empleado del Palacio de Gatchina y más tarde abrió una tienda de antigüedades en París. No se sabe cómo Polovtsov lo adquirió. En 1930 el huevo se vendió junto con el huevo del palacio de Gatchina de 1901 a Henry Walters y pasó a formar parte de la Colección del Museo de Arte Walters en 1931. En 1936, el huevo se exhibió junto con el huevo del Palacio de Gatchina en el Museo de Arte Walters, Baltimore, Maryland, y ha estado en exhibición permanente desde 1952.